# Frontera entre Brasil y Perú
La frontera entre la República Federativa de Brasil y la República del Perú es un límite internacional que separa a los territorios de ambos países.

## Historia

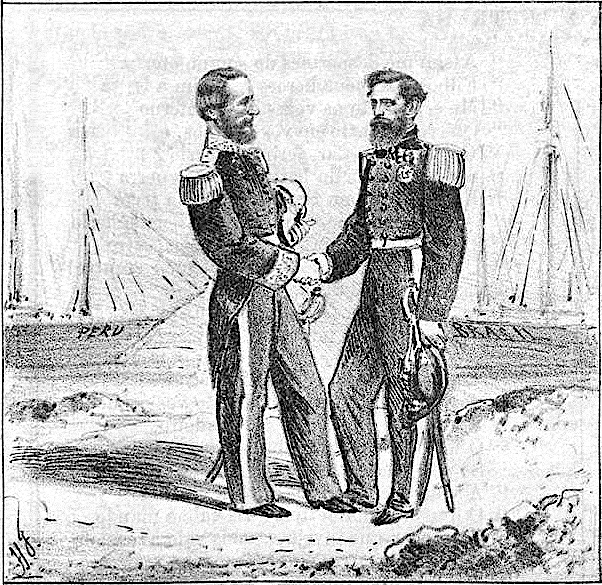
Comisión de Límites entre el Brasil y la República del Perú: Don Francisco Carrasco (capitán de mar y guerra peruano) y José da Costa Azevedo (capitán-teniente de la armada brasileña).

### Creación de la Colonia del Brasil y el Virreinato del Perú

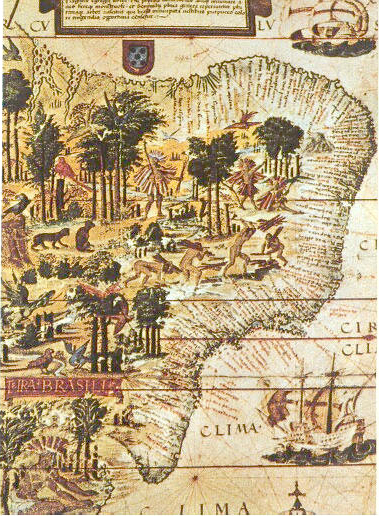
Mapa de Brasil, colonia portuguesa en América del Sur. 1519.

#### Colonia del Brasil
El virreinato del Perú (oficialmente el Virreinato de Lima) fue una entidad territorial del Imperio español creada por la Corona española en el año 1542, con capital en la Ciudad de Lima, durante su dominio en el Nuevo Mundo. Las fronteras del virreinato del Perú se establecieron por primera vez el 13 de septiembre de 1543. Los primeros dos siglos, su territorio comprendía casi toda América del Sur, incluyendo Panamá y algunas islas de Oceanía. Aunque no incluía Venezuela que dependía del virreinato de Nueva España, ni los territorios al este de la línea del Tratado de Tordesillas que pertenecían al Imperio portugués.7 Dos siglos después, tras las Reformas Borbónicas, su inmenso territorio sufrió tres importantes mermas, al norte, al este y al sur. En 1717, se creó el virreinato de Nueva Granada al norte. En 1776, se creó el virreinato del Río de la Plata al sur. Al mismo tiempo, el virreinato del Brasil extendía sus fronteras tomando territorios de la Amazonia. En 1798, se separó del virreinato la Capitanía General de Chile8 que comprendía la parte central de la actual república de Chile en cuanto a ocupación efectiva.
Al final del periodo virreinal, casi el ochenta por ciento del total de los caudales americanos provenían del virreinato de Nueva España.910 Sin embargo, a pesar de las pérdidas territoriales, a principios del siglo XIX el virreinato del Perú era todavía la principal posesión de la Monarquía Hispánica en América del Sur al tratarse de una de sus principales fuentes de riqueza.11
Las guerras de independencia hispanoamericanas pusieron fin al virreinato del Perú. Al principio de la contienda el virreinato mantuvo su compromiso con la integridad de la Monarquía Hispánica mandando expediciones a sofocar las juntas de gobierno insurgentes que se formaron en los diferentes territorios de sus fronteras. En la primera parte de la guerra, que comienza en 1810, se produjeron conspiraciones y levantamientos autónomos peruanos que fueron sofocados por el Ejército Real del Perú. En 1820, la sublevación de las tropas que conformaban la Gran Expedición que se preparaba en España, hizo desaparecer las esperanzas realistas de recibir refuerzos significativos desde Europa.
El apoyo de las ya independizadas Provincias Unidas del Río de la Plata liderado por el general José de San Martín, permitió sucesivamente independizar la Capitanía General de Chile, y posteriormente, dirigir una expedición militar que atacaría Perú desde el Sur para lograr su independencia (declarada el 28 de julio de 1821). Tras el estancamiento de la guerra, San Martín se retiró, dejando la iniciativa al general venezolano Simón Bolívar quien, a su vez, dirigía una campaña militar contra el virreinato desde el norte, una vez consolidada la independencia de Nueva Granada.
La capitulación de Ayacucho del 9 de diciembre de 1824, por la que las autoridades virreinales reconocían su derrota y la independencia del Perú,121314 señaló el fin del esfuerzo militar realista, aunque quedaban focos leales a la Corona en los Andes y la costa del Bajo y Alto Perú. Sin embargo, aislados y sin apoyo, los últimos reductos realistas (la Fortaleza del Real Felipe en Callao y el archipiélago de Chiloé) caerían en 1826.

### Virreinato del Perú

#### Colonia del Brasil
La Colonia del Brasil se creó al mismo momento de la llegada de Pedro Alvares Cabral. En 1530, la Corona portuguesa envió a Martín Alonso de Souza a expulsar a los franceses que rodeaban las costas de Brasil.

### Acuerdos entre el Perú y Brasil de 1851 y 1858
Posteriormente, después de lenta y laboriosa labor diplomática se consiguió la libre navegación en el Amazonas a fin de lograr una salida al Océano Atlántico firmándose con el Brasil la Convención Fluvial del 22 de febrero de 1858.